# カルバーシティ
カルバーシティ（Culver City）は、アメリカ合衆国カリフォルニア州のロサンゼルス郡にある都市である。人口は4万0779人（2020年）。ヴェニス・ビーチやロサンゼルス国際空港に近い。
1920年代以来、カルバーシティは映画産業の中心として栄え、後にはテレビプロダクションも多く所在した。MGMの拠点でもあった。また、1932年から1985年までヒューズ・エアクラフトの本社も所在した。現在はナショナル・パブリック・ラジオとソニー・ピクチャーズ エンタテインメント(ソニー傘下)の本社が所在する。NFLネットワークのスタジオも所在する。

## 歴史

### 初期の歴史
現在、カルバーシティ市を構成する地域はトングヴァ族のホームランドであり、8,000年以上前から同地に存在していた。
市は主としてランチョ・ラ・バローナ、ランチョ・リンコン・デ・ロス・ブエエス、ランチョ・ラ・シェネガ・オ・パソ・デ・ラ・ティエラに設立された。

### キャンプ・レイサム
南北戦争中の1861年から62年にかけて、キャンプ・レイサムがジェームズ・ヘンリー・カールトン大佐率いる第1カリフォルニア歩兵連隊およびベンジャミン・フランクリン・デイヴィス中佐率いる第1カリフォルニア騎兵連隊によって設立された。キャンプの名はカリフォルニア州選出上院議員のミルトン・レイサムにちなんで命名された。キャンプ・レイサムは北軍兵士の訓練場及び南カリフォルニアにおける作戦活動の拠点となった。位置はランチョ・ラ・バローナ、バローナ・クリークの南岸に位置し、現在のジェファーソンとオーバーランド・ブルヴァードの交差点の位置である。キャンプは後にキャンプ・ドラム、後のドラム・バラックに移転した。

## 経済
| 順位 | 事業所                                           | 従業員数 |
| ---- | ------------------------------------------------ | -------- |
| 1    | ソニー・ピクチャーズ                             | 6,000    |
| 2    | ゴールドリッチ・アンド・ケスト・インダストリーズ | 1,100    |
| 3    | カルバーシティ統一学区                           | 1,084    |
| 4    | ブロットマン・メディカルセンター                 | 860      |
| 5    | カルバーシティ市役所                             | 700      |
| 6    | セキュリティ・インダストリー・スペシャリスト     | 400      |
| 7    | ターゲット                                       | 400      |
| 8    | モールデックス                                   | 300      |
| 9    | カール・ストーツ・エンドスコピー                 | 300      |
| 10   | カイン・エラス・センター                         | 300      |

## 交通
ロサンゼルスメトロE線のカルバーシティ駅がある。

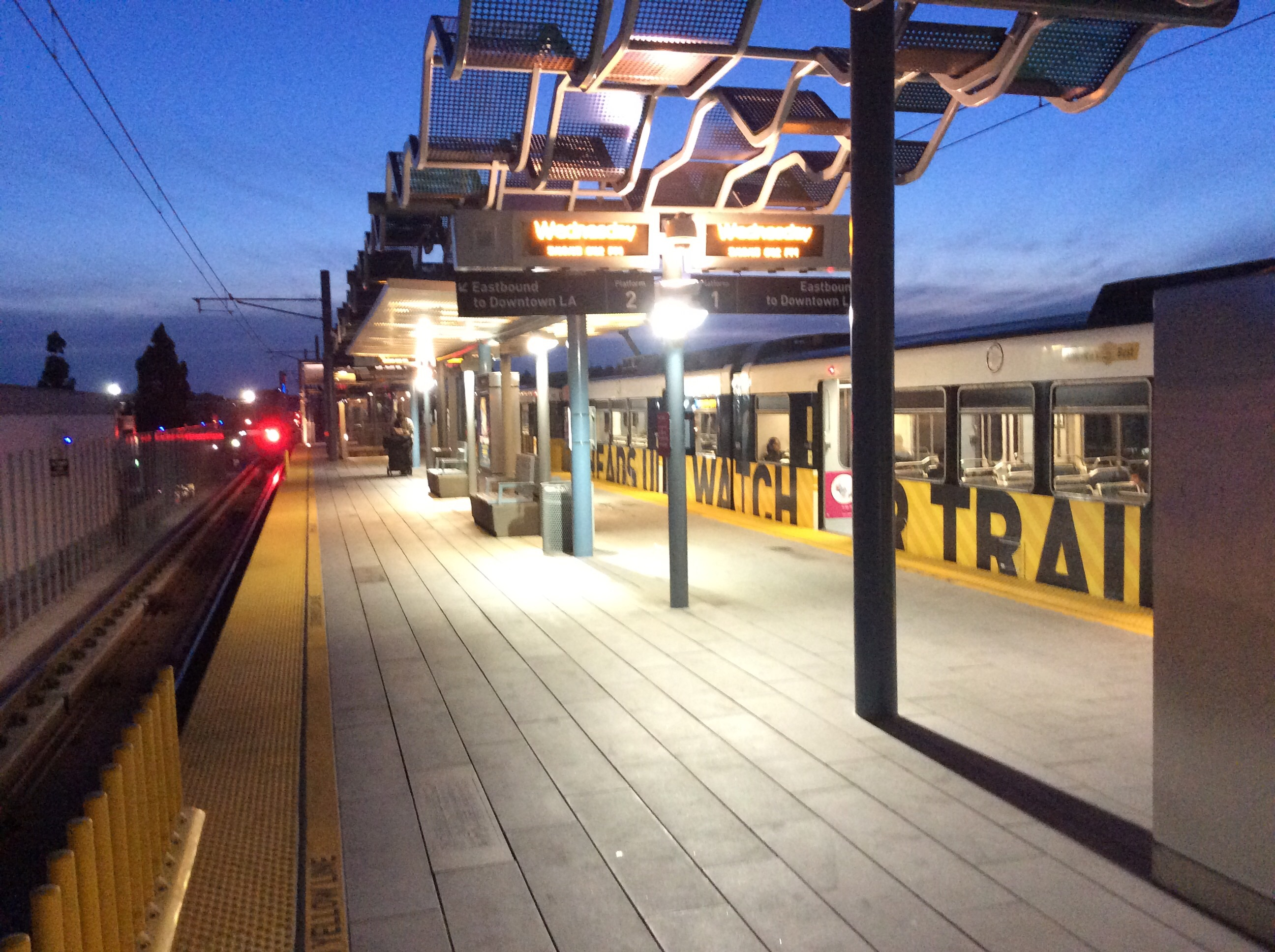
カルバーシティ駅

## 気候
ケッペンの気候区分では、ステップ気候（BSk）と地中海性気候（Csa）の境界に該当する。
| カルバーシティの気候        | カルバーシティの気候 | カルバーシティの気候 | カルバーシティの気候 | カルバーシティの気候 | カルバーシティの気候 | カルバーシティの気候 | カルバーシティの気候 | カルバーシティの気候 | カルバーシティの気候 | カルバーシティの気候 | カルバーシティの気候 | カルバーシティの気候 | カルバーシティの気候 |
| 月                          | 1月                  | 2月                  | 3月                  | 4月                  | 5月                  | 6月                  | 7月                  | 8月                  | 9月                  | 10月                 | 11月                 | 12月                 | 年                   |
| --------------------------- | -------------------- | -------------------- | -------------------- | -------------------- | -------------------- | -------------------- | -------------------- | -------------------- | -------------------- | -------------------- | -------------------- | -------------------- | -------------------- |
| 平均最高気温 °F （°C）      | 67.3 (19.6)          | 68.6 (20.3)          | 69.3 (20.7)          | 72.6 (22.6)          | 73.5 (23.1)          | 77.1 (25.1)          | 80.0 (26.7)          | 81.1 (27.3)          | 80.2 (26.8)          | 77.0 (25)            | 71.6 (22)            | 67.7 (19.8)          | 73.8 (23.2)          |
| 日平均気温 °F （°C）        | 56.7 (13.7)          | 57.9 (14.4)          | 59.2 (15.1)          | 62.3 (16.8)          | 64.6 (18.1)          | 68.0 (20)            | 70.8 (21.6)          | 71.7 (22.1)          | 70.8 (21.6)          | 67.1 (19.5)          | 61.2 (16.2)          | 57.0 (13.9)          | 63.9 (17.7)          |
| 平均最低気温 °F （°C）      | 46.1 (7.8)           | 47.2 (8.4)           | 49.1 (9.5)           | 52.0 (11.1)          | 55.7 (13.2)          | 58.8 (14.9)          | 61.5 (16.4)          | 62.2 (16.8)          | 61.3 (16.3)          | 57.2 (14)            | 50.8 (10.4)          | 46.3 (7.9)           | 54.0 (12.2)          |
| 雨量 inch （mm）            | 3.19 (81)            | 3.25 (82.6)          | 2.66 (67.6)          | 0.58 (14.7)          | 0.26 (6.6)           | 0.04 (1)             | 0.02 (0.5)           | 0.07 (1.8)           | 0.08 (2)             | 0.33 (8.4)           | 0.94 (23.9)          | 1.90 (48.3)          | 13.32 (338.3)        |
| 平均降雨日数 （≥0.01 inch） | 5.7                  | 5.3                  | 5.8                  | 1.7                  | 0.7                  | 0.2                  | 0.3                  | 0.2                  | 0.6                  | 1.1                  | 1.9                  | 4.0                  | 27.5                 |
| 出典：NOAA                  |                      |                      |                      |                      |                      |                      |                      |                      |                      |                      |                      |                      |                      |

## 姉妹都市
- 益山市, 大韓民国
- 貝塚市, 日本
- レスブリッジ, カナダ
- ウルアパン, メキシコ

貝塚市との姉妹都市提携は東洋の魔女として知られていたニチボー貝塚女子バレーボールチーム（のちのユニチカ・フェニックス）が1962年の世界バレーボール選手権大会の帰路にロサンゼルスで親善試合を行い、カルバーシティから招待を受け歓迎されたことがきっかけで1965年4月に締結され、学生の相互派遣などの交流が行われている。また市役所には貝塚から寄贈されたふとん太鼓が展示されている。小学校では日本語教育が実施されているところもある。 